# ヘルマン・フリードリヒ・ヒンリヒス
ヘルマン・フリードリヒ・ヴィルヘルム・ヒンリヒス （Hermann Friedrich Wilhelm Hinrichs、1794年4月22日 - 1861年9月17日）はドイツの哲学者。ヘーゲル右派の人物として知られている。
ハイデルベルクでヘーゲルに師事、ハイデルベルク大学の私講師を経て、ハレ大学教授。主著は、「学問と内的な関係における宗教について」（あるいは単に宗教論）である。師のヘーゲルはこれを絶賛、出版を大きく支持した。また、この著の序文にヘーゲルが感情を原理とする宗教を批判する内容を書き（これは同僚のフリードリヒ・シュライアマハーを牽制する意味も大きい）、ヘーゲルが汎神論者として攻撃されるきっかけを作った。これはヘーゲルが、感情は、どんな気まぐれな未規定な内容でも、感情として持つことが可能であり、結局は主観によって決められるものであるとし、宗教は真理の実体的で客観的な内容を目指すように要求されており、感情ではこれはなさない、と主張したためである。これがシュライアマハーを刺激し、ヘーゲルが汎神論者と見なされるようになり、ヘーゲルは没するまでこれの弁明を余儀なくされたという。
このようにヘーゲルの宗教哲学論の形成に重要なきっかけを残した人物であった。